# Estreito da Calheta
Estreito da Calheta is een plaats (freguesia) in de Portugese gemeente Calheta en telt 1.607 inwoners (2011). De plaats ligt aan de zuidwestelijke kust van het eiland Madeira.
Het kustplaatsje ligt in het zuidwesten van Madeira.  In de freguesia kan men stijgen van de kuststrook en laagvlakte, residentiële en landbouwzones, naar de beboste stroken en het hoogste deel in het gebergte.
De bevolking van het kustplaatsje steeg in de 19e en 20e eeuw tot meer dan 4.900 inwoners rond 1930 maar daalde sindsdien stelselmatig tot 1.607 bij de census van 2011. In dat jaar was ook 21,5% van de bevolking ouder dan 65.